# Wilhelm Bachmann (Politiker, 1924)
Wilhelm Bachmann (* 5. Oktober 1924 in Kassel; † 1. September 1987) war ein deutscher Politiker (SPD) und Abgeordneter des Hessischen Landtags.
Wilhelm Bachmann machte nach der Volks- und Berufsschule eine Lehre als Kraftfahrzeugmechaniker. Später war er als Prüfer im VW-Werk Baunatal tätig. Er war Obmann der IG Metall und Betriebsratsvorsitzender.
Wilhelm Bachmann war Mitglied der SPD und in seiner Partei Mitglied des Bezirksausschusses und des Arbeitnehmerausschusses der SPD Hessen-Nord. Im Hessischen Landtag war er vom 1. Dezember 1970 bis 30. November 1974 Mitglied.